# نيو إيبسويتش (نيوهامشير)
نيو إيبسويتش (بالإنجليزية: New Ipswich, New Hampshire)‏ هي بلدة أمريكية تقع في الولايات المتحدة في هيلسبوروغ. يقدر عدد سكانها بـ 5,099 نسمة ومساحتها 85.6 كم2 وترتفع عن سطح البحر 337 متر.

## أعلام
- رودني والاس
- أغسطس أديسون قاولد
- ناثان براون
- جون تايلور جونز